# E81

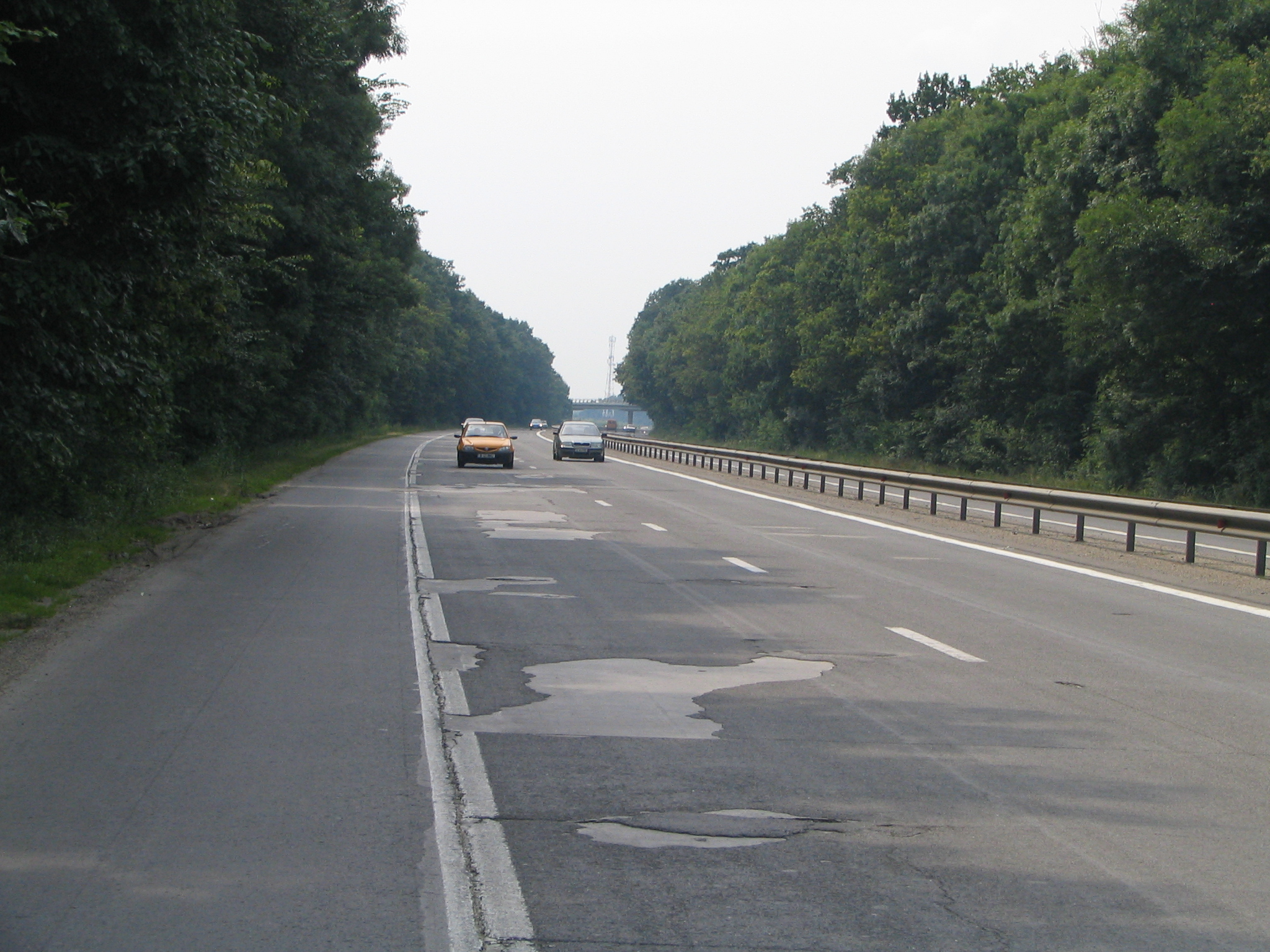
Motorvägen E81/E70/A1 mellan Pitești och Bukarest. Intressant asfaltskvalitet.

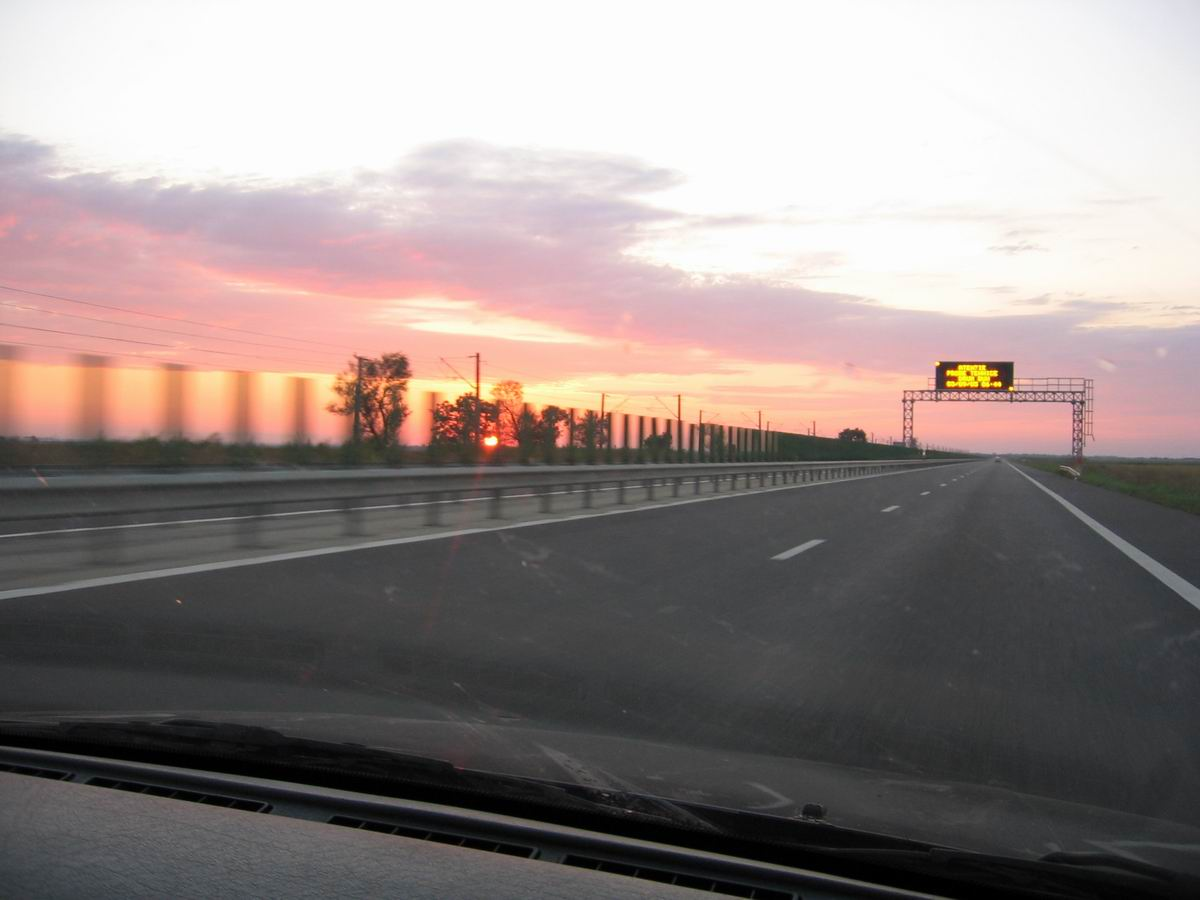
Motorvägen E81/A2 öster om Bukarest. Relativt nybyggd.

E81 eller Europaväg 81 är 990 kilometer lång och går mellan Mukatjeve i Ukraina och Constanța (innan 2004 var vägens östliga ändpunkt Bukarest) i Rumänien.

## Sträckning
Mukatjeve - Berehove - (gräns Ukraina-Rumänien) - Halmeu - Satu Mare - Zalau - Cluj Napoca - Turda - Sibiu - Pitești - Bukarest - Lehliu - Fetesti - Cernavoda - Constanța

## Standard
E81 är mest landsväg, men sträckan Bukarest-Constanta, 270 km, håller på att byggas ut till motorväg. Även sträckan Piteşti-Bukarest, 120 km, är motorväg.

## Anslutningar
| - E50 - E471 - E58 - E576 |  | - E60 gemensam sträcka - E68 gemensam sträcka - E574 - E70 gemensam sträcka |  | - E60 två gånger - E85 - E87 |